# NK Potpićan
NK Potpićan je nogometni klub iz Potpićana. Osnovan 1955. godine.
Trenutačno se natječe se u 1. ŽNL Istarskoj.
Klub trenutačno ima pet selekcija: seniore, juniore, pionire,  selekciju U11 te selekciju U9.